# Mi gente (J Balvin e Willy William)
Mi gente è un singolo del cantante colombiano J Balvin e del DJ francese Willy William, pubblicato il 30 giugno 2017 dalla Scorpio Music e dalla Universal Music Latin. Il brano ha ottenuto ampio successo commerciale, anche grazie al remix con la cantante statunitense Beyoncé con cui il brano ha raggiunto la prima posizione della Hot Latin Songs. La canzone ha ottenuto due candidature ai Latin Grammy Awards come registrazione dell'anno per il brano originale e alla migliore fusione urban per il remix.

## Descrizione
Il brano è un remake del precedente singolo di Willy William Voodoo Song, che a sua volta contiene un campionamento del brano indiano Heila Duila Nach del compositore Akassh e della cantante bengalese Kona, inserito nella colonna sonora del film Ami Tomar Hote Chai del 2016.

## Video musicale
Nel videoclip compaiono varie persone che danzano il ballo latino-americano indossando costumi tradizionali oltre a varie esplosioni di colori. Nel video compare anche il milionario italiano Gianluca Vacchi.

## Classifiche

### Classifiche settimanali
| Classifica (2017-19)     | Posizione massima |
| ------------------------ | ----------------- |
| Argentina                | 2                 |
| Australia                | 11                |
| Austria                  | 4                 |
| Belgio (Fiandre)         | 8                 |
| Belgio (Vallonia)        | 7                 |
| Bolivia                  | 2                 |
| Bulgaria                 | 2                 |
| Canada                   | 2                 |
| Cile                     | 1                 |
| Colombia                 | 1                 |
| Danimarca                | 3                 |
| Finlandia                | 3                 |
| Francia                  | 10                |
| Germania                 | 3                 |
| Guatemala                | 1                 |
| Irlanda                  | 4                 |
| Italia                   | 1                 |
| Libano                   | 12                |
| Lussemburgo              | 3                 |
| Messico                  | 1                 |
| Norvegia                 | 11                |
| Nuova Zelanda            | 31                |
| Paesi Bassi              | 1                 |
| Panama                   | 1                 |
| Paraguai                 | 1                 |
| Portogallo               | 1                 |
| Regno Unito              | 5                 |
| Repubblica Ceca          | 1                 |
| Repubblica Dominicana    | 1                 |
| Romania                  | 1                 |
| Russia                   | 3                 |
| Slovacchia               | 1                 |
| Slovenia                 | 28                |
| Spagna                   | 1                 |
| Stati Uniti              | 3                 |
| Stati Uniti (Dance Club) | 15                |
| Stati Uniti (Rhythmic)   | 2                 |
| Svezia                   | 4                 |
| Svizzera                 | 4                 |
| Uruguai                  | 1                 |

### Classifiche di fine anno
| Classifica (2017) | Posizione |
| ----------------- | --------- |
| Brasile           | 58        |

### Classifiche di fine decennio
| Classifica (2021)   | Posizione |
| ------------------- | --------- |
| Stati Uniti (latin) | 9         |

### Classifiche di tutti i tempi
| Classifica (2021)   | Posizione |
| ------------------- | --------- |
| Stati Uniti (latin) | 20        |

## Remix
Il 29 settembre 2017 Beyoncé ha realizzato una versione remix del singolo in versione anglo-spagnola. I proventi della canzone sono stati devoluti dalla cantante statunitense a favore delle vittime dell'Uragano Franklin, che ha interessato i territori del Messico e Porto Rico. Il brano è stato nominato ad un Latin Grammy Awards alla migliore fusione urban.

### Descrizione
Intervistato da Vogue, J Balvin ha raccontato le motivazioni del remix e le scelte artistiche e culturali che ne stanno alla base:
(J Balvin)
Il cantante, commentando la collaborazione con Beyoncé, ha inoltre affermato che è stato un passaggio cruciale della sua carriera:
(J Balvin)

### Esibizioni dal vivo
Per le esibizioni del 14 e del 21 aprile 2018 al Coachella Valley Music and Arts Festival in cui Beyoncé ha assunto il ruolo di headliner, la cantante si è esibita con J Balvin con il brano. Successivamente la registrazione audio-visiva è stata inclusa sia nell'album live della cantante Homecoming: The Live Album che nel film correlato Homecoming.

### Accoglienza
La versione con Beyoncé è stata nominata da Pitchfork come la migliore canzone della settimana, e il critico del sito Matthew Ismael Ruiz ha dichiarato che la canzone «parla di un orgoglio culturale condiviso, che trascende i confini e la razza, dalla Colombia, paese natale di J Balvin, a Porto Rico e in tutta l'America latina», una dichiarazione che «Beyoncé comprende a pieno e con questo remix sostiene le sue parole con i fatti. Questo è il suono della solidarietà». Randall Roberts del Los Angeles Times ha scritto che: «Dire che Beyoncé dà una mano nel remix è un eufemismo. A differenza degli ospiti che limitano il loro contributo a una singola strofa o a un gancio a fine traccia, Beyoncé fa salire Mi Gente fin dalla prima strofa e procede a manovrare bilingue la ritmica jam up-tempo come la regina che è».

#### Riconoscimenti
ASCAP Latin Awards
- 2018 - Canzone più trasmessa

Billboard Music Awards
- 2018 - Candidatura alla canzone Top Latin dell'anno

Billboard Latin Music Awards
- 2018 - Candidatura alla canzone Hot Latin dell'anno
- 2018 - Candidatura all'evento vocale dell'anno
- 2018 - Candidatura alla canzone digitale dell'anno
- 2018 - Candidatura alla canzone streaming dell'anno
- 2018 - Candidatura alla canzone airplay dell'anno
- 2018 - Canzone rhythm dell'anno

iHeartRadio Music Awards
- 2018 - Candidatura al miglior remix

Latin Grammy Awards
- 2018 - Candidatura alla migliore fusione urban

Latin American Music Award
- 2018 - Candidatura alla canzone dell'anno
- 2018 - Candidatura alla miglior canzone urban

### Successo commerciale
Con la pubblicazione della versione remix con Beyoncé, la canzone ha raggiunto la prima posizione della classifica Hot Latin Songs statunitense, divenendo l'unica canzone ha riuscire a superare Despacito di Luis Fonsi, ai vertici della classifica da 35 settimane. Mi gente (Remix) è divenuta la quarta canzone di Balvin alla prima posizione della classifica, nonché la più alta canzone di Beyoncé in questa classifica dopo che Irreplaceable aveva raggiunto la quarta posizione e la collaborazione con Shakira, Beautiful Liar la decima nel 2007. Nella Billboard Hot 100, il remix è passato dalla posizione numero 21 alla numero 3 dopo un'intera settimana di commercializzazione, dando a Balvin e William il loro primo singolo tra le prime dieci posizioni e a Beyoncé il suo 17° singolo (27° con le Destiny's Child) nella classifica.  Grazie a ciò per la prima volta nella storia della Hot 100 due singoli non in lingua inglese sono apparsi contemporaneamente nelle prime dieci posizioni. Il remix ha esordito anche alla prima posizione nella classifica Digital Songs degli Stati Uniti con 79.000 copie vendute nella prima settimana, diventando il primo brano di Balvin e William alla prima posizione e il sesto di Beyoncé, nonché il secondo brano cantato prevalentemente in spagnolo a raggiungere la vetta della classifica dopo Despacito.

### Classifiche

#### Classifiche settimanali
| Classifica (2017-1)      | Posizione massima |
| ------------------------ | ----------------- |
| Argentina                | 2                 |
| Australia                | 11                |
| Austria                  | 4                 |
| Belgio (Fiandre)         | 8                 |
| Belgio (Vallonia)        | 7                 |
| Bolivia                  | 1                 |
| Bulgaria                 | 2                 |
| Canada                   | 2                 |
| Cile                     | 1                 |
| Colombia                 | 1                 |
| Costa Rica               | 1                 |
| Ecuador                  | 1                 |
| El Salvador              | 1                 |
| Germania                 | 3                 |
| Guatemala                | 1                 |
| Messico                  | 1                 |
| Nuova Zelanda            | 39                |
| Paesi Bassi              | 1                 |
| Panama                   | 1                 |
| Paraguai                 | 1                 |
| Perù                     | 1                 |
| Portogallo               | 34                |
| Repubblica Dominicana    | 1                 |
| Spagna                   | 15                |
| Stati Uniti              | 3                 |
| Stati Uniti (Dance Club) | 15                |
| Stati Uniti (Rhythmic)   | 2                 |
| Stati Uniti (Hot Latin)  | 1                 |
| Svezia                   | 32                |
| Svizzera                 | 16                |
| Uruguai                  | 1                 |